# Thôi (họ)
Thôi là một họ của người châu Á. Họ này có mặt ở Trung Quốc, là họ phổ biến thứ 4 ở Triều Tiên (Hangul: 최, Romaja quốc ngữ: Choe) theo thống kê năm 2000 và đứng thứ 58 ở Trung Quốc (chữ Hán: 崔, Bính âm: Cui) theo thống kê năm 2006. Trong danh sách Bách gia tính họ này đứng thứ 189.

## Người Trung Quốc họ Thôi nổi tiếng
- Thôi Thật, đại thượng thư thời Đông Hán
- Thôi Nhân, nhà văn thời Đông Hán
- Thôi Hiệu, nhà thơ thời nhà Đường, tác giả bài Hoàng Hạc lâu
- Thôi Hộ, tiết độ sứ Lĩnh Nam thời nhà Đường
- Thôi Kiện, ca sĩ Trung Quốc
- Thôi Diễm, văn thần đầu thời Tam Quốc

## Người Hàn Quốc họ Choi nổi tiếng
- Choi Hong-hee (Hán Việt: Thôi Hồng Hy), một trong những người sáng lập môn phái taekwondo
- Choi Yong Seol (Hán Việt: Thôi Long Tuyết), người sáng lập môn phái hapkido
- Choi Yong-goon (Hán Việt: Thôi Long Kiện), chủ tịch Quốc hội Cộng hòa Dân chủ Nhân dân Triều Tiên
- Choi Kyu-hah (Hán Việt: Thôi Khuê Hà), tổng thống Hàn Quốc
- Choi Eun-hee (Hán Việt: Thôi Ân Hy), nữ diễn viên Hàn Quốc
- Choi Ji-woo (Hán Việt: Thôi Chí Vũ), nữ diễn viên Hàn Quốc
- Se7en (tên thật Choi Dong-Wook, Hán Việt: Thôi Đông Húc), nam ca sĩ Hàn Quốc
- Choi Chol-Soo (Hán Việt: Thôi Thiết Tú), võ sĩ quyền Anh Cộng hòa Dân chủ Nhân dân Triều Tiên
- Choi Dong-won (Hán Việt: Thôi Đông Nguyên), cầu thủ bóng chày Hàn Quốc.
- Choi Bae-dal (Hán Việt: Thôi Bùi Đạt), người khai sinh hệ phái Kyoukushin Karate.
- Choi Si-won (Hán Việt: Thôi Thi Nguyên), ca sĩ, diễn viên, thành viên nhóm nhạc Super Junior
- T.O.P (Tên thật: Choi Seung-hyeon, Hán Việt: Thôi Thắng Hiền), thành viên nhóm nhạc Big Bang
- Choi Soo-young (Hán Việt: Thôi Tú Anh), thành viên nhóm nhạc Girls' Generation
- Choi Min-ho (Hán Việt: Thôi Mẫn Hạo), ca sĩ, diễn viên, thành viên nhóm nhạc SHINee
- Choi Young-jae (Hán Việt: Thôi Anh Tế), ca sĩ, thành viên nhóm nhạc GOT7
- Choi Yoo-jeong (Hán Việt: Thôi Du Tĩnh), thành viên nhóm nhạc Weki Meki, cựu thành viên I.O.I
- Yuju (Tên thật: Choi Yoo-na, Hán Việt: Thôi Du Nhã), thành viên nhóm nhạc GFRIEND
- Choi Yoo-jin (Hán Việt: Thôi Du Chấn), ca sĩ và diễn viên Hàn Quốc, thành viên nhóm nhạc CLC
- Choi Seungcheol ( Hán Việt: Thôi Thắng Triệt), thành viên nhóm nhạc Seventeen.
- Vernon (Tên thật: Choi Han-sol, Hán Việt: Thôi Hàn Suất), thành viên nhóm nhạc Seventeen.
- Choi Ye-na (Hán Việt: Thôi Duệ Na), thành viên nhóm nhạc IZ*ONE
- Ren (Tên thật: Choi Min-ki, Hán Việt: Thôi Mẫn Kỳ), thành viên của nhóm nhạc NU'EST
- Lia (Tên thật: Choi Jisu, Hán Việt: Thôi Trí Tú), thành viên nhóm nhạc Itzy
- Choi Soo-bin (Hán Việt: Thôi Tú Bân), thành viên nhóm nhạc TXT (Tomorrow X Together)
- Choi Yeon-jun (Hán Việt: Thôi Nghiên Thuân): thành viên nhóm nhạc TXT (Tomorrow X Together)
- Choi Beom-gyu (Hán Việt: Thôi Phạm Khuê): thành viên nhóm nhạc TXT (Tomorrow X Together)
- Choi Jadoo (Hán Việt:Thôi Trà Duy), nhân vật chính trong phim Hello Jadoo
- Choi Hyun-suk (Hán Việt: Thôi Huyền Tích) , thành viên nhóm nhạc Treasure
- Jinni (Tên thật: Choi Yun-jin , Hán Việt: Thôi Duẫn Chân), thành viên nhóm nhạc NMIXX

## Người họ Thôi nổi tiếng khác
- Daniel C. Tsui (Hán Việt: Thôi Kì), nhà vật lý người Mỹ gốc Hoa đạt giải Nobel Vật lý năm 1998
- Sai Yōichi (Hán Việt: Thôi Dương Nhất), đạo diễn điện ảnh Nhật Bản gốc Triều Tiên